# Legionella rubrilucens
Espèce
Legionella rubrilucens est une espèce de bactéries gram-négatives de la famille des Legionellaceae.

## Description
Les bactéries de l'espèce Legionella rubrilucens sont des bacilles gram-négatifs dont la croissance est possible sur milieu BCYE supplémenté en L-cystéine

## Taxonomie
Le nom correct complet (avec auteur) de ce taxon est Legionella rubrilucens Brenner et al. 1985.

### Étymologie
Le nom de l'épithète rubrilucens de cette espèce provient de la couleur rouge autofluorescente des colonies sur milieu de culture. Son étymologie est la suivante : ru.bri.lu.cens. L. adj. ruber -bra -brum, rouge; L. pres. part. lucens, brillant; N.L. part. adj. rubrilucens, brillant rouge.